# Haiti ai Giochi della XXI Olimpiade
Haiti partecipò ai Giochi della XXI Olimpiade che si sono svolti a Montréal dal 17 luglio al 1º agosto 1976, con una delegazione di tredici atleti impegnati in due discipline: atletica leggera e pugilato. Fu la settima partecipazione di questo paese ai Giochi. Non fu conquistata nessuna medaglia.